# Castellet de la Terreta
El  Castellet de la Terreta era un castell medieval, d'època romànica o anterior, pertanyent al terme municipal de Tremp, dins de l'antic terme d'Espluga de Serra, prop del poble de Castellet.
Estava situat al sud-est del lloc de Castellet, en una zona actualment boscosa, al peu de la Roca-Espasa de Castellet, on hi ha el topònim de Castelltallat.
Sota el lloc conegut com a la Roca del Castell, a prop de la quadra del Mag. Enmig d'un alzinar es troben les restes d'aquest antic poble clos, del qual es pot reconèixer fins i tot el traçat de les cases, dels carrers i del clos.